# Zygolophodon pyrenaicus
Espèce
Zygolophodon pyrenaicus est une espèce éteinte de proboscidiens de la famille des Mammutidae qui a vécu en Europe durant le Miocène.

## Systématique
L'espèce a été décrite par le paléontologue français Lucien Mayet en 1908.